# Rockport (Massachusetts)
Pour les articles homonymes, voir Rockport.
Rockport est une ville des États-Unis, dans le Massachusetts, Comté d'Essex, fondée en 1623.

## Naissance et mort
- Nelson Bragg
- William Slater Brown
- Paula Cole
- Otis Cook
- Halim El-Dabh
- Rick Hautala
- Bobby Hebb
- Maria Lekkakos
- David Robinson
- Julian Soshnick
- Andrew Stanton
- Vermin Supreme
- William Francis Gibbs